# Torkilstrup Sogn
Torkilstrup Sogn var et sogn i Falster Provsti (Lolland-Falsters Stift).
I 1800-tallet var Lillebrænde Sogn anneks til Torkilstrup Sogn. Begge sogne hørte til Falsters Nørre Herred i Maribo Amt. Torkilstrup-Lillebrænde sognekommune blev ved kommunalreformen i 1970 indlemmet i Nørre Alslev Kommune, der ved strukturreformen i 2007 indgik i Guldborgsund Kommune.
I Torkilstrup Sogn ligger Torkilstrup Kirke.
1.	december 2024 indgik sognet i Torkilstrup-Lillebrænde Sogn
I sognet findes følgende autoriserede stednavne:
- Dukkerup (bebyggelse, ejerlav)
- Gundslevmagle (bebyggelse, ejerlav)
- Skovhuse (Torkilstrup Sogn) (bebyggelse)
- Skørringe Huse (bebyggelse)
- Sullerup (bebyggelse, ejerlav)
- Torkilstrup (bebyggelse, ejerlav)
- Torkilstrup Huse (bebyggelse)
- Tårup (bebyggelse, ejerlav)
- Unghave Huse (bebyggelse)